# ザック・デ・ラ・ロッチャ
ザック・デ・ラ・ロッチャ（Zack de la Rocha, 1970年1月12日 - ）は、アメリカ合衆国のシンガーソングライター、活動家。同国のロックバンド、レイジ・アゲインスト・ザ・マシーンのボーカリストとして知られる。父親はメキシコ系アメリカ人で、アフリカ系とセファルディユダヤ人の血筋がある。母はドイツおよびアイルランド系である。政治色の強いチカーノ壁画家である父と、反戦活動家である母の間に生まれる。

## 来歴
デ・ラ・ロッチャは10代の頃にベジタリアンになったと、1989年に語っている。「菜食主義っていうのは本当にすばらしい事だと思う。僕は強く支持するよ。僕が思うに、動物は食肉処理場での死のサイクルを通して、多くの痛みを経験するんだ。殺されるために生きてるんだよ。僕はそんな動物を食べなくてもいいと思うんだ。食べ物は他にもたくさんあるし、自分たちをそんな痛みや死のサイクルに関わらせる必要は無いんだ。」
1991年にレイジ・アゲインスト・ザ・マシーンを結成。それ以前はユースクルー・ハードコア/ストレート・エッジバンド「インサイド・アウト」のボーカルを務めていた。
2008年7月、元マーズ・ヴォルタのドラマー、ジョン・セオドアとのプロジェクト「ワン・デイ・アズ・ア・ライオン」（One Day As A Lion）名義でミニアルバムをリリース。2010年にはフジロック・フェスティバル'10に出演のため来日した。

## ディスコグラフィー
特に記載したもの以外はヴォーカルとして参加。

### Hard Stance
ギタリストとして以下の作品に参加
- Face Reality (EP) 7" (1988)
- Hard Stance (EP) 7" (1989)

### Inside Out
- No Spiritual Surrender (1990)
- Benefit 7" (live bootleg recording with Youth of Today) (1991)

### Rage Against the Machine
- Rage Against the Machine (1992)
- Evil Empire (1996)
- Live & Rare (1998)
- The Battle of Los Angeles (1999)
- Renegades (2000)

### One Day as a Lion
ヴォーカルとキーボーディストとして参加
- One Day as a Lion (2008)

### ソロ、コラボレーション
- "Mumia 911" 『Mumia 911』 a benefit EP also featuring a dozen hiphop artists collectively known as The Unbound Allstars (1999)
- "C.I.A. (Criminals in Action)" with KRS-One and The Last Emperor『Lyricist Lounge, Volume One』 compilation and remixed on 12" vinyl single (reissued in 2002), (1999)
- "Burned Hollywood Burned" 『Bamboozled』サウンドトラック (2000) with Chuck D and The Roots[7]
- "Centre of the Storm" 『In the Møde』 Roni Size/Reprazent (2000)
- "Release" 『Blazing Arrow』Blackalicious (2002)
- "Disavowed" 『You Can't Go Home Again』 (The Private Press era), DJ Shadow (additional drums and co-production) (2002)
- "March of Death" with DJ Shadow フリー配信（marchofdeath.com） (2003)
- "We Want It All" 『Songs and Artists That Inspired Fahrenheit 9/11』 (2004)
- "Act III Scene 2 (Shakespeare)" 『Saul Williams』 Saul Williams (2004)
- "Artifact" with DJ Shadow, unreleased, recorded circa 2002–2003; the instrumental appeared on DJ Shadowのアルバム『The Outsider (2006)』[8]
- "Somos Más Americanos" 『MTV Unplugged presents: Los Tigres del Norte And Friends』 Los Tigres del Norte (2011)
- "Melding of the Minds" 『Event II, Deltron 3030』 (2013)
- "Close Your Eyes (And Count to Fuck)" 『Run the Jewels 2』 (2014)[9]
- "Digging for Windows" produced by El-P (2016)
- "A Report To The Shareholders / Kill Your Masters" 『Run the Jewels 3』 (2016)[10]